# Liste der türkischen Botschafter in den Vereinigten Staaten
Dies ist eine Liste der türkischen Botschafter, der höchsten Diplomaten der türkischen Vertretung in Washington, D.C., in den Vereinigten Staaten.
| Ernennung Akkreditierung | Name                                | Bemerkungen                                          | ernannt von           | akkreditiert bei der Regierung | Posten verlassen |
| ------------------------ | ----------------------------------- | ---------------------------------------------------- | --------------------- | ------------------------------ | ---------------- |
| 1867                     | Bulak (Edward Blacque) auch Black   |                                                      | Abdülaziz             | Andrew Johnson                 | 1873             |
| 1873                     | Ligoraki Aristaki Bey               | Aristaki Bey Von 1858 bis 1876 Botschafter in Berlin | Abdülaziz             | Ulysses S. Grant               | 1883             |
| 1883                     | Damad Ferid Pascha                  |                                                      | Abdulhamid II.        | James A. Garfield              | 1883             |
| 1883                     | Hüseyin Tevfik Paşa                 |                                                      | Abdulhamid II.        | James A. Garfield              | 1886             |
| 1886                     | Ahmet Rüstem Bilinski               | 1885 Botschafter in London                           | Abdulhamid II.        | Grover Cleveland               | 1887             |
| 1887                     | Alexander Mavroyeni (Mavrovani Bey) |                                                      | Abdulhamid II.        | Grover Cleveland               | 1896             |
| 1896                     | Mustafa Tahsin Bey                  |                                                      | Abdulhamid II.        | Grover Cleveland               | 1897             |
| 1897                     | Mehmet Rifat Bey                    | auch Gesandter in Wien                               | Abdulhamid II.        | William McKinley               | 1897             |
| 1897                     | Seyfettin Bey                       |                                                      | Abdulhamid II.        | William McKinley               | 1897             |
| 1897                     | İbrahim Ethem Dirvana               |                                                      | Abdulhamid II.        | William McKinley               | 1898             |
| 1898                     | Ali Ferruh Bey                      |                                                      | Abdulhamid II.        | William McKinley               | 1901             |
| 1901                     | Şekip Bey                           |                                                      | Abdulhamid II.        | Theodore Roosevelt             | 1907             |
| 1907                     | Mehmed Ali Bey                      |                                                      | Abdulhamid II.        | Theodore Roosevelt             | 1908             |
| 1908                     | Münci Bey                           |                                                      | Abdulhamid II.        | Theodore Roosevelt             | 1909             |
| 1909                     | Hüseyin Kazim Bey                   |                                                      | Mehmed V.             | William Howard Taft            | 1909             |
| 1909                     | Ahmet Rüstem Bilinski               |                                                      | Mehmed V.             | William Howard Taft            | 1910             |
| 1914                     | Yusuf Ziya Paşa                     |                                                      | Mehmed V.             | Woodrow Wilson                 | 1914             |
| 1914                     | Ahmet Rüstem Bilinski               |                                                      | Mehmed V.             | Woodrow Wilson                 | 1914             |
| 1914                     | Abdülhak Hüseyin Bey                |                                                      | Mehmed V.             | Woodrow Wilson                 | 1917             |
| 1927                     | Ahmet Muhtar Mollaoğlu              |                                                      | Ali Fethi Bey         | Calvin Coolidge                | 1934             |
| 1934                     | Münir Ertegün                       |                                                      | Ali Fethi Bey         | Franklin D. Roosevelt          | 1944             |
| 1944                     | Orhan Halit Erol                    |                                                      | Ahmet Fikri Tüzer     | Franklin D. Roosevelt          | 1945             |
| 1945                     | Hüseyin Ragıp Baydur                |                                                      | Ahmet Fikri Tüzer     | Harry S. Truman                | 1948             |
| 1948                     | Feridun Cemal Erkin                 |                                                      | Hasan Saka            | Harry S. Truman                | 1955             |
| 1955                     | Ali Haydar Görk                     |                                                      | Adnan Menderes        | Dwight D. Eisenhower           | 1957             |
| 1957                     | Suat Hayri Ürgüplü                  |                                                      | Adnan Menderes        | Dwight D. Eisenhower           | 1960             |
| 1960                     | Melih Esenbel                       |                                                      | Cemal Gürsel          | Dwight D. Eisenhower           | 1960             |
| 1960                     | Bülent Uşaklıgil                    |                                                      | Cemal Gürsel          | Dwight D. Eisenhower           | 1962             |
| 1962                     | Rıfat Turgut Menemencioğlu          |                                                      | Ismet Inönü           | John F. Kennedy                | 1967             |
| 1967                     | Melih Esenbel                       |                                                      | Suad Hayri Ürgüplü    | Lyndon B. Johnson              | 1974             |
| 1974                     | Aydın Yeğen                         |                                                      | Mustafa Bülent Ecevit | Gerald Ford                    | 1962             |
| 1975                     | Melih Esenbel                       |                                                      | Süleyman Demirel      | Gerald Ford                    | 1962             |
| 1979                     | Şükrü Elekdağ                       | 1972 Botschafter in Tokio                            | Süleyman Demirel      | Jimmy Carter                   | 1989             |
| 1989                     | Nüzhet Kandemir                     |                                                      | Yıldırım Akbulut      | George Bush                    | 1998             |
| 1998                     | Baki İlkin                          |                                                      | Mesut Yılmaz          | Bill Clinton                   | 2001             |
| 2001                     | Osman Faruk Loğoğlu                 |                                                      | Mustafa Bülent Ecevit | George W. Bush                 | 2005             |
| 2006                     | Nabi Şensoy                         |                                                      | Recep Tayyip Erdoğan  | George W. Bush                 | 2010             |
| 2010                     | Namık Tan                           |                                                      | Recep Tayyip Erdogan  | Barack Obama                   | 2014             |
| 2014                     | Serdar Kılıç                        |                                                      | Recep Tayyip Erdogan  | Barack Obama                   | 2021             |
| 2021                     | Hasan Murat Mercan                  |                                                      | Recep Tayyip Erdogan  | Joe Biden                      |                  |